# ملعب نجيب الخطاب
ملعب نجيب الخطاب بتطاوين هو ملعب كرة قدم يقع في مدينة تطاوين بالجمهورية التونسية، يحتوي على خمسة آلاف مقعد.
ويستخدم هذا الملعب من طرف الاتحاد الرياضي بتطاوين الذي ينشط في  الرابطة التونسية المحترفة الأولى لكرة القدم.